# Тестера
Тестера или пила (старовисоконем. fīla: турпија) врста је алата која служи за сечење неког предмета од тврђих материјала као што су дрво, пластика, метал, камен и друго. Основни део тестере је сечиво који може бити комад метала, жице и сл. са одговарајућим зубима. Употреба је једноставна и потребно је зубима превлачити преко материјала и тако скидати га у слојевима. Зависно од извора силе којом се врши превлачење тестере могу бити ручне или моторне. Пила је такође машина која служи за исту намену. Основни је део пиле низ троугластих, српастих или сличних зуба смештених по ободу листа, то јест равне или кружне плоче, врпце, ваљка, ланца. Помицањем листа, зуби резним оштрицама задиру у материјал (обрадак), одвајају честице (пиљевину) и избацују их на површину, продубљујући тако рез (пропиљак) до жељене дубине, или до коначног раздвајања обрадка. Како се лист пиле не би због трења о бочне зидове пропиљка прегрејао или заглавио, врхови су зуба неких пила разметнути (развраћени), или су на врху проширени (стлачени), тако да је рез увек шири од дебљине листа. Зуби су, као и лист, најчешће челични, а њихова је оштрица каткада и од посебно тврдог метала или другог материјала, или се обрађује топлотно. Према начину кретања алата, пиљење се дели на праволинијско и кружно пиљење. Сам алат се разликује по облику, те постоје кружне, трачне и лисне пиле.

## Историја
Сматра се да је тестера један од најстаријих изума човечанства одмах иза копља и стреле, а поклапа са почетком бронзаног доба. Ипак почетак активнијег коришћења тестера везује се за стари Египат. Међутим према Кинеској легенди изумитељ тестере је Лу Бан., док се у Грчкој митологији спомиње Овидије. Све до 19. века тестере су искључиво прављене ручно, а од тада са развојем индустрије и у бројним фабрикама.
Ручна обрада одвајањем честица (ако се изузме клесање камена или костију каменом) почиње открићем метала, када се појављују прве металне пиле и то од бронзе и жељеза. Сматра се да је пиљење старо око 500 000 година и да су пиле човеков најстарији изум, одмах уз откриће копља и врха стреле. Човек је морао прилагодити оно што је имао „при руци”. Тако су људи са острва у Тихом океану користили зубе морског пса, а Абориџини су користили кљун рибе пилана. Најпре се користе ручне пиле од метала с непроширеним врховима зубаца. Да се таква пила не би укљештила (још није био развијен поступак развраћивања), пиљени би се комади ужетом натезали сваки на своју страну.
Египатске металне пиле биле су подељене у два типа: за пиљење дрва и за пиљење камена. Један од великих корака при унапређењу пиле био је развој употребе жељеза и челика, негде између 9. и 5. века п. н. е.. У гвозденом добу се први пут почињу развраћати зуби пиле, како би се рез добио при кретању пиле само у једном смеру, и то повлачењем, па су зуби били поравнати према дршки.
У почетку пиљење је било ручно, али са сигурношћу се може рећи да су прве механичке пилане постојале у 19. веку, које су биле покретане механичком снагом воденог тока преко воденичког кола и система преноса кретања. Проналазак парног строја (Џејмс Ват, 1778) условио је и развој пилана на парни погон. Прва парна пилана подигнута је 1803. у Енглеској (Портсмут).

## Пиљење
Пиљење је поступак обраде одвајањем честице који се употребљава код одсецања или дељења материјала. Према начину кретања алата, пиљење се дели на праволинијско и кружно пиљење. Сам алат се разликује по облику, те постоје кружне, тракаста и лисне пиле.

### Праволинијско пиљење
Праволинијско пиљење је поступак који користи лисне или трачне пиле као алат. Главно кретање је праволинијско и изводи га алат. Посмак може радити алат или обрадак и увек је нормалан на главно кретање. Лисне пиле служе за ручно и машинско пиљење. Разлика је у обично двостраном озубљењу ручних и једностраном озубљењу машинских листова пиле. Најједноставније су ручне пиле код којих се лист пиле упиње у оквир, те се вијком затеже (оквирна пила). Убодне пиле служе за ручну обраду пиљења материјала. Оне спадају у групу ручних алата с електричним погоном.

#### Ручна пила
Ручна пила има лист причвршћен на рукохват или упет у оквир, а пили се повлачењем пиле у једном, па у другом смеру.

#### Машинска пила
Машинска пила има резни део погоњен мотором, најчешће електричним, ређе бензинским. Она може бити стона, с постољем које олакшава помицање и вођење (посмак) пиљенога обратка, или ручна, измерама и масом прилагођена држању у руци. Пили се по правцу или кривуљи траженога облика, а лист пиле се врти (ротира), креће се сталном брзином у једном смеру, или се креће наизменично у једном па у другом смеру. Због разнолике намене, развијен је низ различитих машинских пила.

#### Лисне пиле
Машинске лисне пиле служе за одрезивање великих обрадака. Обрадак се учврсти у стези и пила се пусти у рад (главно кретање). Сама тежина оквира лисне пиле (или с доданим утегом) остварује посмично кретање. Облик зубаца зависи од врсте материјала који се пили, али увек мора задовољити као и други резни алати: чистоћу реза, трајност оштрице и способност резања. Углови зубаца пиле: предњи угао зупца γ се креће од 0º до 5º, а стражњи α од 30º до 40º.
Што је мања дужина пиљења или пречник одабраног предмета, то и зуби пиле морају бити мањи. С њиме и размак између зуба мора бити мањи. Он се одабире с обзиром на количину струготине која се мора сместити у међупростор зуба и одвести из засека (директно зависи од дужине пиљења). Што је дужина пиљења већа, већи морају бити и размаци међу зубима. Вреди и обрнуто тј. за мале дужине пиљења могу се користити мали зуби и мали размак међу њима. Зупци свих пила су извинути (развраћени) према ван, односно изван равни листа пиле, тако да је ширина пиљеног дела (пропиљка) увек већа него дебљина листа пиле. То се користи да се спречи трење између листа пиле и материјала који се пили, те могуће зарибавање и оштећивање алата обратка или алатног строја. Разликује се више начина извинућа (развраћења) зубаца: лево - десно, лево - десно – равно, 3 лево - 1 равно – 3 десно и валовито.

#### Врпчасте или трачне пиле
Врпчаста пила (такозвана трачна пила) има врло узак и танак лист спојених крајева, који чини бесконачну врпцу пребачену и затегнуту преко погонског точка који је погони и натезнога точка који је напиње. Та се пила изводи искључиво као стона, служи за дрво, пластику и метал, а рез може бити слободног облика. За изрезивање слободних облика намењене су и стона лучна пила, која има раван, врпчаст лист с крајевима упетим у луку који се креће горе-доле, те машинска ручна убодна пила с једнострано упетим листом сличног кретања. Равне листове има и пила јармача за распиљивање трупаца.
Трачне пиле служе искључиво за машинско пиљење. Израђују се у облику челичних трака. Дебљина трака је од 0,60 до 2 . Ширина је од 6 до 40 mm. Алат (трака) се код водоравне пила поставља косо према смеру брзине резања. Тако се постиже једнолично резање сваког зуба пиле.

### Кружне пиле
Кружна пила, циркуларна пила или циркулар има лист обликован као кружну плочу с ободно смештеним зубима. Зуби се крећу кружно (ротацијски), а рез је праволинијски. Може бити ручна или стона различитих конструкција, намењена за резање дрва, пластике, метала, камена. Кружне пиле могу бити радијалне (циркулари) или аксијалне (крунске). Код радијалних кружних пила, алат за пиљење металних предмета не користе се извинућа (развраћења) зубаца, него се плоча стањује према средини. Честа изведба кружних пила је с уметнутим зубима од квалитетнијег челика или тврдих метала, што се најчешће користи код скупих листова пиле великих пречника.

#### Крунске пиле
Крунску пилу такође одликује вртња или ротацијско кретање. Њен је лист савијен тако да чини ваљак с назубљеним рубом, па наликује круни. Ваљак ротира око своје осе, чиме се добија кружан рез пречника ваљка, па се пила понајпре користи за провртање рупа.

#### Пила ланчаница
Пила ланчаница (такозвана моторна пила) ручна је машинска пила којој као резни алат служи ланац с низом зглобно повезаних зуба, а који је обавијен око водилице, ређе око лука (лучна ланчаница). Састоји се од погонске и радне машине, које веже спојница. По врсти погона разликују се моторна ланчаница (бензински мотор), електроланчаница (електромотор) и ланчаница на погон компресованим ваздухом. Прве две употребљавају се у искориштавању шума, а трећа при подводним радовима. Ланчанице с бензинским мотором све више замењују машине за рушење стабала и израду сортимената.

## Параметри пиљења
Материјал за израду пила за машински рад на металу је најчешће високолегирани брзорезни челик. Код мањих захтева (пилане), материјал може бити и слабије легирани брзорезни челик, док се за ручну обраду употребљавају и угљенични челици.
Брзине резања зависе од материјала који се пили и начина на који се пили. Налазе се у таблицама или карактеристикама произвођача. Крећу се од неколико /мин до неколико хиљада m/мин.
Силе резања које се појављују на зубима могу се сматрати истим које се појављују на зубима глодала. Тако је и прорачун за зупце пиле исти као и за зупце глодала.

## Врсте
Тестере се пре свега разлике по облику и самим тим и начину на који се врши тестерисање. Према тој основној подели постоје:
- Жичана тестера - код ње је сечиво направљено од жице са урезаним зубима. Ова жица се затеже на неку врсту рама.
- Тракаста тестера - сечиво је направљено од траке најчешће металне која са једне стране има нарезане зубе. Трака може бити такође стављена у раму мада се због чврстине може користити и нека врста ручке само са једне стране. Оваква врста сечива се може користити и код мањих електричних тестера.
- Кружне тестере - као сечиво имају диск на коме су нарезани зуби. Ова врста сечива се користи пре свега код електричних тестера и то знатно већих снага и у серијским потребама.
- Тестера са ланцем - је посебна врста тестера која је најчешће мобилна и користи се превасходно за сечу дрвећа. Ланац се врти око постоља које је одговарајућег облика а покреће га мотор.[11] С обзиром на мобилност најчешће је у употреби мотор на бензин.

## Галерија
- Ручна тестера са рамом
- Електрична ручна тестера
- Електрична убодна тестера
- Ручне тестере без рама